# Atanycolus lissogastrus
Atanycolus lissogastrus är en stekelart som beskrevs av Roy D. Shenefelt 1943. Atanycolus lissogastrus ingår i släktet Atanycolus och familjen bracksteklar. Inga underarter finns listade.